# Guadeloupe Nemzeti Park
A Guadeloupe Nemzeti Park egy természetvédelmi terület Franciaország tengeren túli Guadeloupe megyéjében.

## Története
A trópusi erdő és a Basse-Terre hegyvonulatai biodiverzitás szempontjából Franciaországban egyedülálló zónát képeznek. 1970-től kezdve dolgozott a park létrehozásán a Guadeloupe Természeti Parkjának Központi Tanácsa, mely az ONF (Erdők Nemzeti Hivatala) kezelése alatt áll. 1977-ben született meg az ötlet, hogy nemzeti parkká minősítsék azért, hogy könnyebben szabályozhassák és jobban kezelhessék a területét. Így 1989. február 20-án hozták létre hivatalosan a Guadeloupe-i Nemzeti Parkot. Ami pedig a tengeri Grand Cul-de-Sac Természeti Rezervátumot illeti, azt 1987-ben hozták létre és nem sokkal később a Park kezelése alá került. 1992 óta a Park központi területe és a Grand Cul-de-Sac-i Természeti Rezervátum a Guadeloupe szigetcsoport Bioszféra Rezervátumának részét képezi az UNESCO támogatásával, nemzetközi elismeréshez juttatva ezáltal a parkot.

## Földrajza és területe
Számos helyi szereplő elhatározása és erőfeszítése vezetett 1989-re az első francia tengeren túli nemzeti park megalapításához. E közel húsz év alatt a park hozzájárult a trópusi erdő nagy részének (17300 hektár), csakúgy mint a Grand Cul-de-Sac tengeri természeti rezervátum (3700 hektár) területének védelméhez. A védett övezet szélén a Park a fenntartható fejlődéssel összhangban álló fejlesztéseket hajt végre Pointe-Noire, Bouillante és Vieux-Habitants települések érdekében.

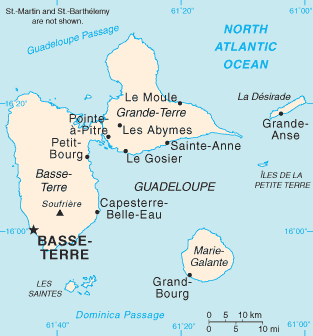
A Guadeloupe szigetcsoport

A nemzeti park területe a kezdetek után jelentős felülvizsgálatra került. A park a kezdeti egységes területi elrendezés helyett egy központi területből áll amihez egy széles övezet csatlakozik, amit a környező települések és területek alkotnak. A körzet kialakítása lehetővé tette a Grand Cul-de-Sac tengeri természeti rezervátum, a Kahuanne és Tête à l'Anglais szigetek, valamint a park szívében lévő Pigeon szigetek és az azt övező tengeri területek integrálását. Az átszervezés lehetőséget nyújtott egy, az ökológiai felelősségünk szempontjából fontos, és jelentős tengeri és szárazföldi területeket egyaránt felölelő védett övezet kijelölésére. 
Az UNESCO által elismert Guadeloupe szigetcsoport Bioszféra Rezervátumának új határai 1992-ben lettek hivatalosan megerősítve.

## Állatvilága
Az emberi betelepülés kezdeteitől folytatott intenzív vadászat és a szigetek jelentős részének korai gyarmatosítása miatt az állatvilága viszonylag szegényesnek tűnik. Mindemellett a terület állatvilága igen változatos, és az elszigeteltség következtében különösen erős endemikus jelleggel bír. A Nemzeti Park – egyéb szerveződésekkel együtt – ennek a kivételesen sebezhető faunának a megőrzéséhez járul hozzá.

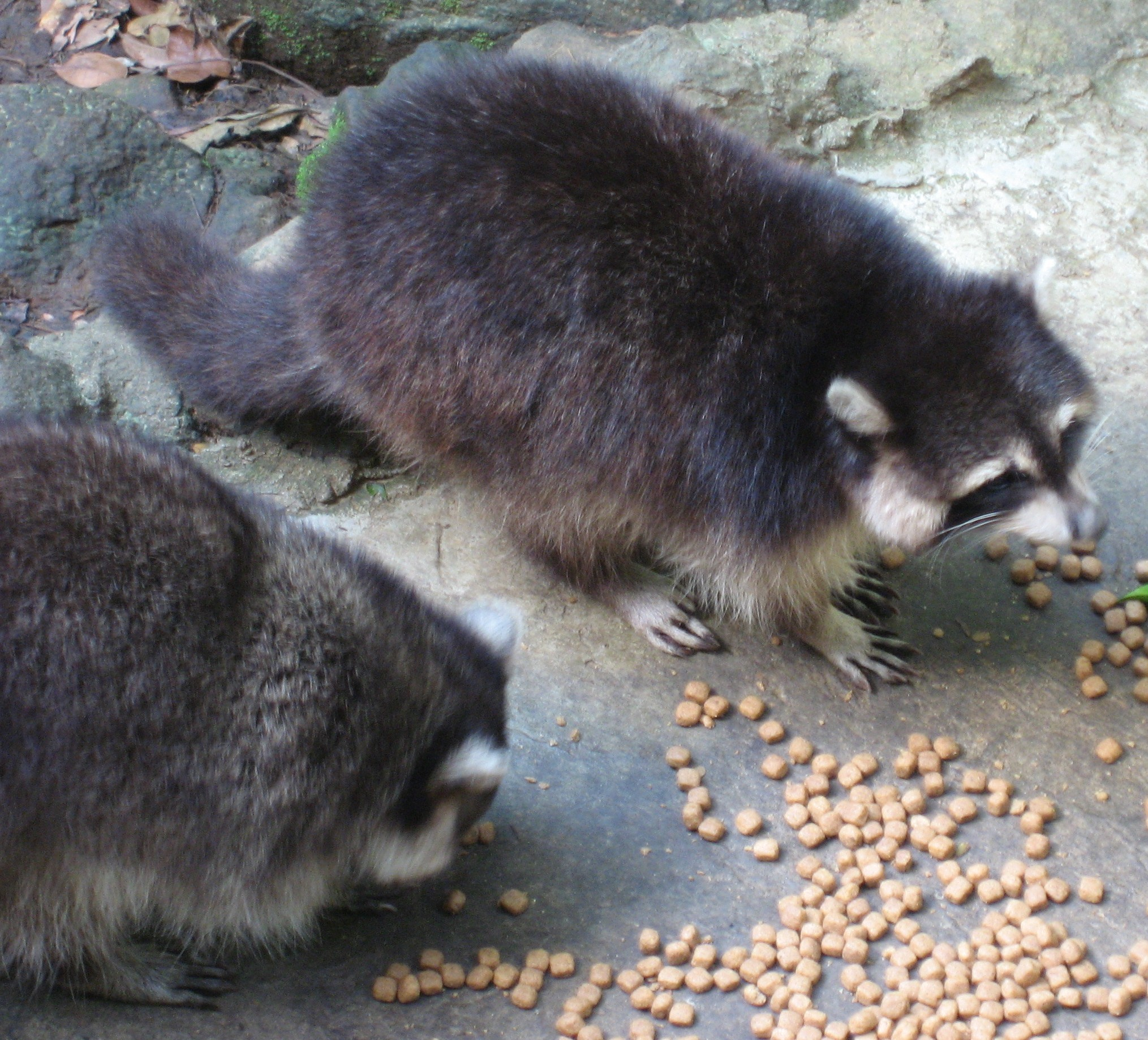
Goudeloupe-i mosómedve

### Emlősök
A park legjellegzetesebb állatai a guadeloupe-i mosómedvék, amelyek a 19. században kerültek a szigetekre az Amerikai Egyesült Államokból; a denevérek, amelyeknek a szigeteken élő 11 faja közül legalább kettő világviszonylatban is egyedülálló; a mongúzok, amelyek Indiából kerültek a területre, és az agutik, amelyeknek a szigeteken élő védett faja a kihalás szélén áll.

### Madarak
A szigeteken számos madárfaj él. A szárazföldi madarak közül megtalálható itt a guadeloupe-i harkály (Melanerpes herminieri) ami a Kis-Antillák egyetlen őshonos harkálya, a kolibri, a rigó, a galamb, a gébics, a poszáta több faja. A tengeri és tengerparti madarak közül pedig a fregattmadár, a barna pelikán és a csér több faja 

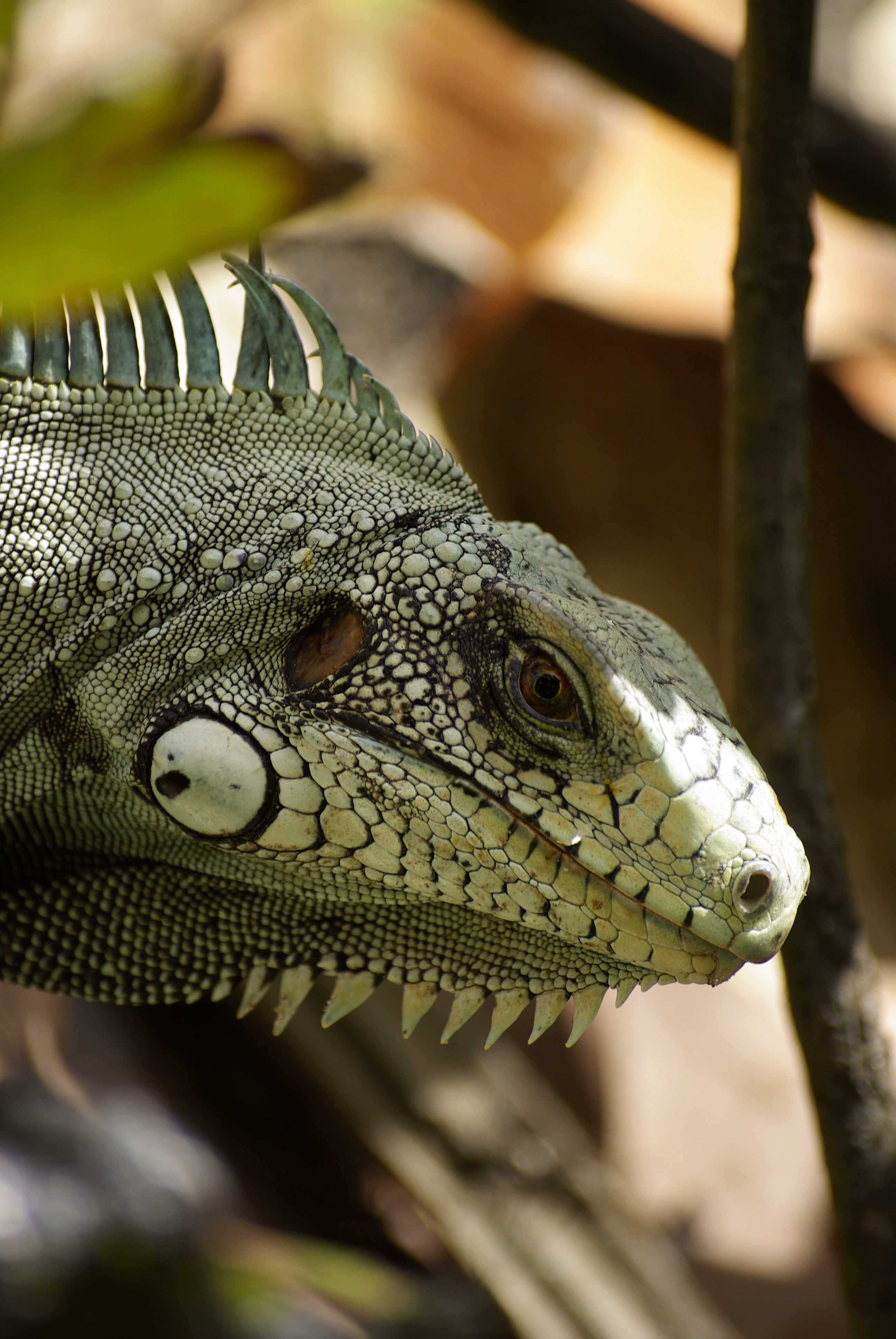
Zöld leguán

### Hüllők
A leguánfélék családjába tartozó zöld leguán és anolisz, illetve a sziget egyik nevezetessége a tengeriteknősök öt faja. A szigeteken a teknősök védelmében és állományuk növelésére külön program működik.

### Rákok
A szigeteken egyaránt megtalálható az édesvízi és a tengeri rákok több faja.

### Rovarok
Természetesen a rovarok közül kerül ki a szigeten élő fajok legtöbbje. Közöttük található a világ egyik legnagyobb rovarja, a herkulesbogár (Dynastes hercules) egyik alfaja, illetve lepkék és botsáskák.

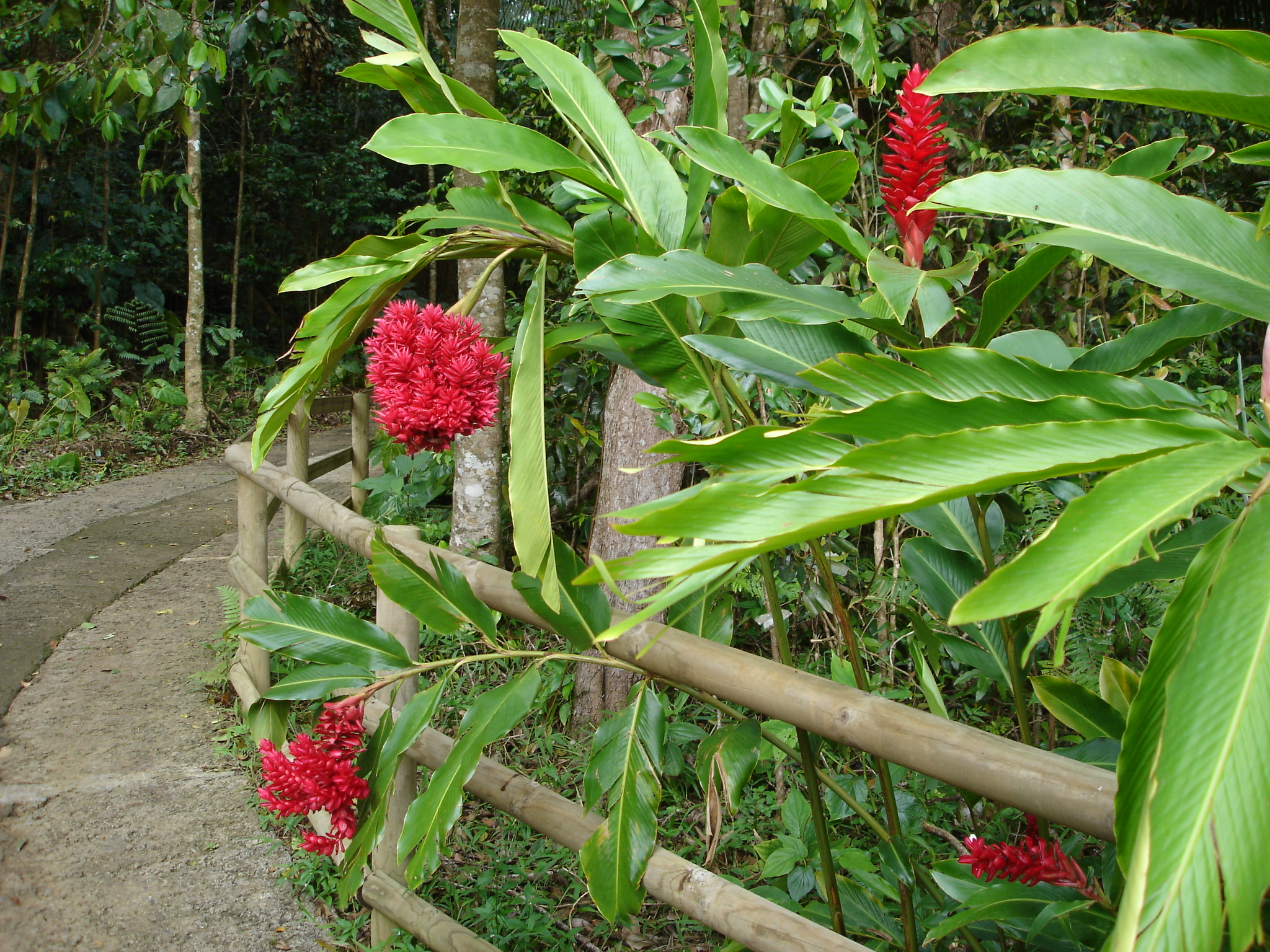
Vörös gyömbér (Alpinia purpurata)

## Növényvilága
A Nemzeti Park háromféle természeti élőhelyből áll: a trópusi esőerdőből, a tengerparti területekből és a mangrovemocsárból.

### Trópusi esőerdő
A trópusi erdőben többféle vegetáció él a terület tengerszint feletti magassága szerint.
- Az alacsonyabban fekvő területeken mezofil erdőket találunk olyan fákkal, mint például a mahagóni, a paliszander vagy a karib-akác (más néven jatoba, vagy kurbaril). Ezeket a területeket használják földművelésre, így banán, vagy más élelmiszerek megtermelésére is.
- A 300 és 1000 méter közötti magasságon fekvő sűrű, nedves erdő a Park központi zónájának 80%-át borítja. Ez a hegység sűrű, burjánzó erdeje. Megtalálhatóak itt a nagyon nagy, 30-35 méteres fák (dacryodes excelsa, sloanea caribaea; szelídgesztenyefa) kisebb, hat-tíz méteres fák (Richeria grandis, leander) és a tíz méternél kisebb növények azaz cserjék és fűfélék (prestoea montana, heliconia, harasztok) is. Szintén megtalálhatóak a broméliafélék, a filodendron, orchideák és liánok.
- 1000 méter felett magaslati erdő fejlődik, ami a magas páratartalom és a közel állandó felhőzet miatt jóval alacsonyabb és csenevészebb az alacsonyabban fekvőnél. A nedves szavannák vegetációját találhatjuk itt meg: mohákat, zuzmókat, illetve egyéb növényeket.

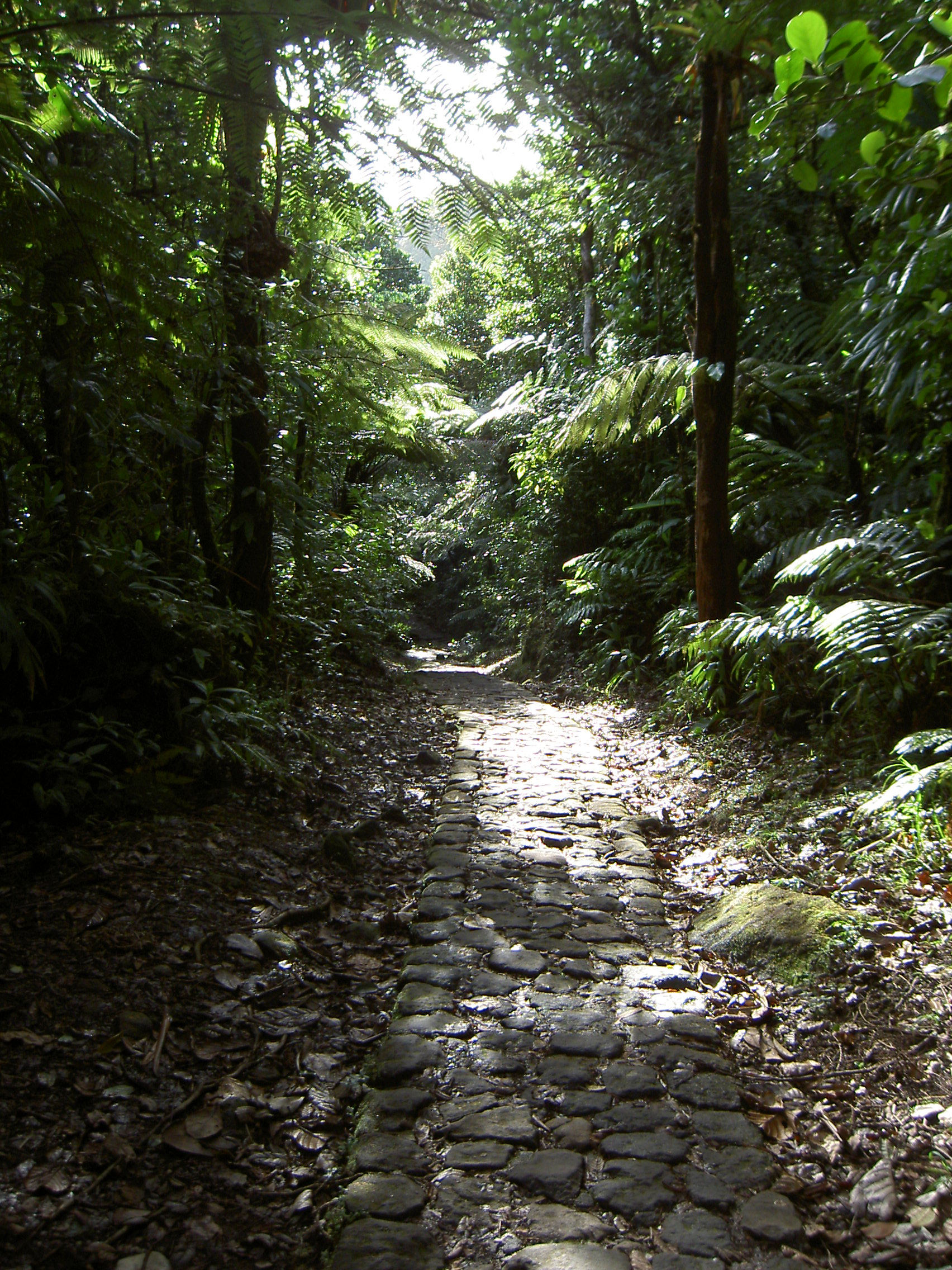
Erdei út a Soufrière-vulkánon

### Tengerparti területek
A vegetáció itt nehezebben fejlődik a levegő és a talaj magas sótartalma, az erős napsütés és a szárazság valamint az erős szél miatt. A leggyakoribb fajok a tengeriszőlő és a körtefa.

### Mangrove
A mangrove egy olyan tengerparti erdő, amelyet időszakosan elönt az édes vagy sós víz. Guadeloupe-on meglehetősen fejlett, mivel a korallzátonyok megvédik a jelentősebb nyílttengeri hullámoktól. 
A guadeloupe-i mangrove 8 000 hektárjából, körülbelül 3 700 védett.

## Látnivalók
A Nemzeti Park legérdekesebb helyszínei a következőek:
- az 1467 méter magas Soufrière vulkán, ami a Kis-Antillák legmagasabb pontja,
- a Carbet folyó vízesései,
- a Deux Mamelles azaz két esőerdei hegycsúcs, a 716 méter magas Petit-Bourg és a 768 méter magas Pigeon, illetve a 17 kilométer hosszú Traversée ösvény, amely átszeli a Basse-Terre hegységet,[1]
- a Grand Cul-de-Sac tengeri Természeti Rezervátum,
- számtalan ösvény és csapás, amely végigfut a Parkon.

## Fordítás

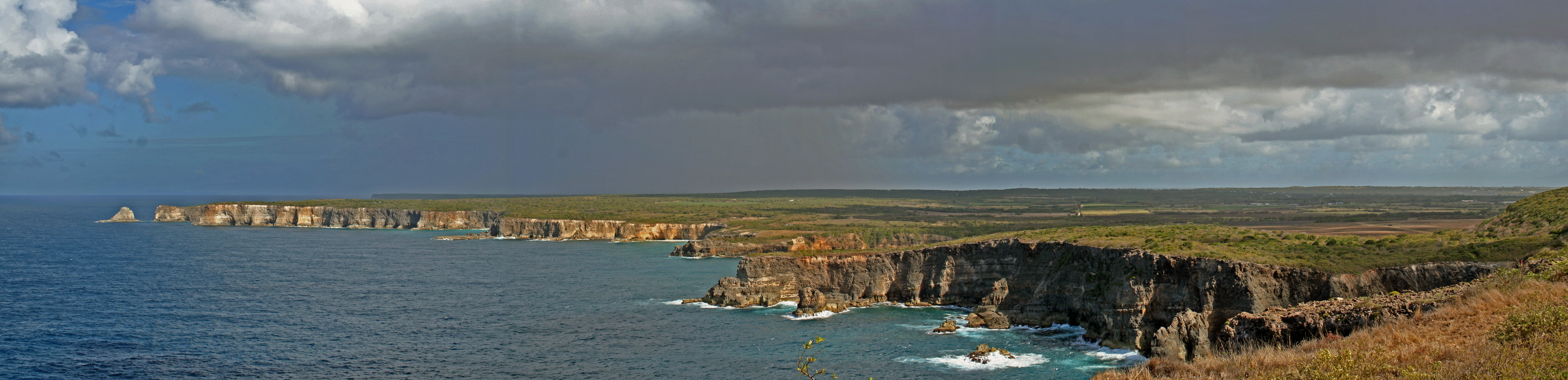
A Pointe de la Grande Vigie panorámája északról

Ez a szócikk részben vagy egészben  a   Parc national de la Guadeloupe című francia Wikipédia-szócikk ezen változatának fordításán alapul.  Az eredeti cikk szerkesztőit annak laptörténete sorolja fel. Ez a jelzés csupán a megfogalmazás eredetét és a szerzői jogokat jelzi, nem szolgál a cikkben szereplő információk forrásmegjelöléseként.
Ez a szócikk részben vagy egészben  a   Guadeloupe National Park című angol Wikipédia-szócikk ezen változatának fordításán alapul.  Az eredeti cikk szerkesztőit annak laptörténete sorolja fel. Ez a jelzés csupán a megfogalmazás eredetét és a szerzői jogokat jelzi, nem szolgál a cikkben szereplő információk forrásmegjelöléseként.

## Külső hivatkozások
- A guadeloupe-i tengeri teknősök védelmére szerveződött program francia honlapja Archiválva 2009. február 21-i dátummal a Wayback Machine-ben